# Johann Gottfried Klinsky
Johann Gottfried Klinsky (Dresda, 25 marzo 1765 – Ulma, 28 febbraio 1828) è stato un architetto e scultore tedesco.

## Biografia
Il percorso di studi di Klinsky fu incentrato inizialmente sull'arte del disegno all'Accademia di Dresda, sotto la guida dello storico dell'arte e ritrattista Christian Gottlieb Mietsch, e solamente in un secondo tempo all'architettura con gli insegnamenti di Friedrich August Krubsacius e di Gottlob August Hölzer.
In seguito, per approfondire le sue conoscenze, Klinsky viaggiò nel Nord Europa.
I suoi progetti architettonici furono esposti alle annuali mostre d'arte dell'Accademia di Dresda nel 1779, 1781, 1782, 1787 e 1789, dopo di che si trasferì a Praga per insegnare disegno.
Klinsky soggiornò a Roma per perfezionarsi dal 1793 al 1795, prima di tornare a Dresda.
Il suo esordio come architetto fu per una chiesa a Uhyst in Sassonia, e contemporaneamente collaborò con Wilhelm Gottlieb Becker per il libro Taschenbuch für Garten Freunde (1795), una guida per giardinieri.
Nel 1799 diede alle stampe il libro Versuch über die Harmonie der Gebäude zu den Landschaften ("Saggio sul posizionamento armonioso degli edifici nei paesaggi"), illustrato con cinque acquetinte.
Klinsky durante la sua carriera si dedicò anche all'insegnamento di architettura all'Accademia di Dresda, tra il 1806 e il 1811, e negli stessi anni realizzò due monumenti per onorare Friedrich Schiller a Mechau, e Friedrich Gottlieb Klopstock a Dresda.
Nel 1811 ricevette da Federico I di Württemberg la carica di architetto di corte a Stoccarda e successivamente si dedicò soprattutto alla costruzione di case di campagna e di giardini in stile romantico.
Nella ultima parte della sua carriera si impegnò prevalentemente alla pubblicazione di libri di illustrazioni architettoniche divulgative e di vedute di edifici, oltre ad esporre disegni di edifici alle mostre annuali di Stoccarda, tra i quali gli acquerelli del castello di Freudenstein a Freiberg, del vicino Schloss Augustusburg, e del parco nel castello Machern in Sassonia, uno dei giardini paesaggistici più belli e romantici del XVIII secolo.